# Фелленберг, Филипп фон
Филипп Эммануил фон Фелленберг (нем. Philipp Emanuel von Fellenberg; 27 июня 1771 — 21 ноября 1844) — швейцарский учёный-педагог и филантроп, агроном.
Родился в Берне в богатой семье, его отец занимал важный пост в кантоне. Начальное образование получил дома под руководством своих родителей, в 1790 году поступил в Тюбингенский университет, где изучал право и философию. Имея проблемы со здоровьем и желая его поправить, предпринял пешее путешествие по Швейцарии и прилегающим районам Франции, Швабии и Тироля, посещая многочисленные деревни, работая вместе с крестьянами и живя в их домах, изучая материальное положение крестьян и уровень их умственного и нравственного развития. Он пришёл к заключению, что главная причина бедности — отсутствие образования или его неудовлетворительная постановка, и решил, что необходима школа, которая давала бы профессиональные знания и вместе с тем общее личностное развитие.
После падения Робеспьера отправился в Париж и прожил там несколько лет, фактически по собственной инициативе занимаясь контрразведывательной деятельностью и стремясь предотвратить вторжение в Швейцарию французских войск. Однако его послания были проигнорированы правительством, а после захвата Швейцарии французами и раскрытия его деятельности он, приговорённый на родине к аресту из-за конфликта с местной элитой, был вынужден бежать в германские земли. Вместе с тем в скором времени вернулся на родину, был реабилитирован, после чего был отправлен в Париж, где по просьбе соотечественников выразил протест против злоупотреблений французских властей, однако эта миссия закончилась неудачей, после чего Фелленберг решил оставить политику и заняться претворением в жизнь своих педагогических идей.
Купив в 1799 году вместе с отцом участок земли под названием Хофвиль около Берна, он устроил там сельскохозяйственную школу, пансион для благородных детей и учительскую семинарию; его главной идеей было улучшение образования детей низших классов, «справедливого» образования для детей высших классов и соединения их в тесный союз. Занимался написанием агрономических сочинений, старался привить населению уменье пользоваться новейшими техническими изобретениями, в воспитании пользовался методом Песталоцци, хотя впоследствии отошёл от него; они дважды (в 1804 и 1817 годах) предпринимали попытки объединить свои школы, но оба раза неудачно. На протяжении сорока пяти лет ему помогала супруга, управлявшая женской частью школы. Очень скоро Хофвильская школа приобрела большую известность как своими моральными принципами, так и качеством преподавания сельскохозяйственных наук: сюда съезжались ученики из разных стран Европы и даже из Америки; российский император Александр I командировал графа Каподистрию (1813) для ознакомления со школой Фелленберга и, получив о нем благоприятный отзыв, послал к нему на обучение семь русских юношей. Местные жители обвиняли его в том, что вводимые им машины понижают спрос на рабочие руки и многих оставляют без работы, но тот успешно опроверг эти обвинения. После смерти Фелленберга школа перешла в руки его сына, Вильгельма, но просуществовала лишь до 1855 года, хотя послужила образцом для подобных ей учреждений, открытых в разных местах Германии и Швейцарии.